# Pleurothallis inflata
Pleurothallis inflata är en orkidéart som beskrevs av Robert Allen Rolfe. Pleurothallis inflata ingår i släktet Pleurothallis och familjen orkidéer. Inga underarter finns listade i Catalogue of Life.